# Faiza Al-Kharafi
Faiza Al-Kharafi (Kuwait, 1946) é uma química kuwaitiana. Foi reitora da Universidade do Kuwait de 1993 a 2002 e a primeira mulher a administrar uma grande universidade no Oriente Médio.
É vice-presidente da Academia Mundial de Ciências. Em 2011 foi agraciada com o Prêmio L'Oréal-UNESCO para mulheres em ciência por seu trabalho a respeito da corrosão, problema que afeta e prejudica o tratamento e fornecimento de água potável e a indústria do petróleo, tendo feito avanços na eletroquímica, em na corrosão e catálise.

## Biografia
Faixa nasceu no Kuwait, em 1946, em uma família rica. Concluiu o ensino médio na Al Merkab High School. Pela Universidade de Ain Shams, no Cairo, bacharelou-se em química, em 1967. Na Universidade do Kuwait fundou o Laboratório de Pesquisa em Corrosão e Eletroquímica, onde fez mestrado (1972) e doutorado (1975).

## Carreira
Entre 1975 e 1981, Faiza trabalhou no departamento de Química da Universidade do Kuwait. Em 1984, tornou-se chefe do departamento e decana da faculdade de ciência de 1986 a 1989. Tornou-se professora titular de química na Universidade do Kuwait em 1987.
Em 5 de julho de 1993, o emir Jaber Al-Ahmad Al-Jaber Al-Sabah baixou um decreto indicando Faiza como reitora da Universidade do Kuwait, tornando-se assim a primeira mulher no Oriente Médio a administrar uma grande universidade. Foi reitora de 1993 a 2002, onde foi a responsável por 1500 funcionários.

## Pesquisa
Faiza estudou as consequências da corrosão em sistemas de resfriamento, unidades de destilação de petróleo cru e em salmoura geotérmica de alta temperatura. Estudou o comportamento eletroquímico do cobre, nióbio, alumínio, vanádio, cádmio, cobalto, platina e aço. Trabalhou na descoberta de uma classe de catalisadores à base de molibdênio que melhoram a octanagem da gasolina sem subprodutos do benzeno. Ingressou na Universidade das Nações Unidas em 1998.
Apoiou a lei que permitia o voto feminino no Kuwait, em 2005.
| “ | Quando temos direitos políticos, podemos expressar nossa opinião e votar na melhor pessoa. Isso nos dá a chance de expressar nossas ideias. | ” |

Em 2006, ajudou a fundar uma escola americana bilingue em seu país. É vice-presidente da Academia Mundial de Ciências e membro da Fundação para o Avanço da Ciência do Kuwait. Em 2006, ganhou um prêmio para Ciências Aplicadas do Kuwait. Em 2011, foi agraciada com o Prêmio L'Oréal-UNESCO para mulheres em ciência por seu trabalho sobre a corrosão.
Em 2005, foi indicada pela revista Forbes como uma das 100 mulheres mais influentes do Oriente Médio.